# Il regno dei Dinosauri
Il regno dei Dinosauri (Dinosaur Revolution) è un documentario statunitense sui dinosauri, diviso in quattro episodi. Il documentario utilizza immagini generate al computer, per ritrarre i dinosauri e gli altri animali dell'era mesozoica. Il programma è stato originariamente mandato in onda su Discovery Channel e Discovery Science. Il programma è stato fortemente criticato per la qualità della sua animazione e per il design dei dinosauri.
È stato tuttavia elogiato per il suo contenuto educativo.

## Produzione
La produzione della serie è iniziata nella primavera del 2009 (dopo diversi mesi di pre-produzione) ed è durata circa tre anni. La serie è divisa in diverse storie di diversi animali, durante l'era mesozoica. Originariamente la serie non era stata intesa come documentario, ma come una serie di sei ore di narrazione liberamente ispirati al fumetto di Ricardo Delgado, Age of reptiles. Ogni episodio è seguito da uno spin-off, in cui alcuni scienziati e paleontologi, spiegano ciò che è avvenuto nell'episodio corrente. A causa di diversi tagli e cambiamenti nella strategia di marketing da parte della rete e della società di produzioni, la serie è passata da una durata di sei ore a una durata di quattro ore. Dei quattro episodi previsti, il primo episodio era stato originariamente pensato per mostrare gli ambienti ritrovati nella formazione triassica di Chinle nel sud-ovest degli Stati Uniti, e doveva includere nella trama Coelophysis, Placerias e Postosuchus. Tuttavia, durante la produzione, la trama è stata cambiata e si decise di mostrare gli ambienti ritrovati nella formazione triassica di Ischigualasto, in Argentina, e gli animali presenti nell'episodio diventarono Eoraptor, Ischigualastia e Saurosuchus. La sequenza in cui compaiono Cryolophosaurus e Glacialisaurus è stato girato a Tenerife.

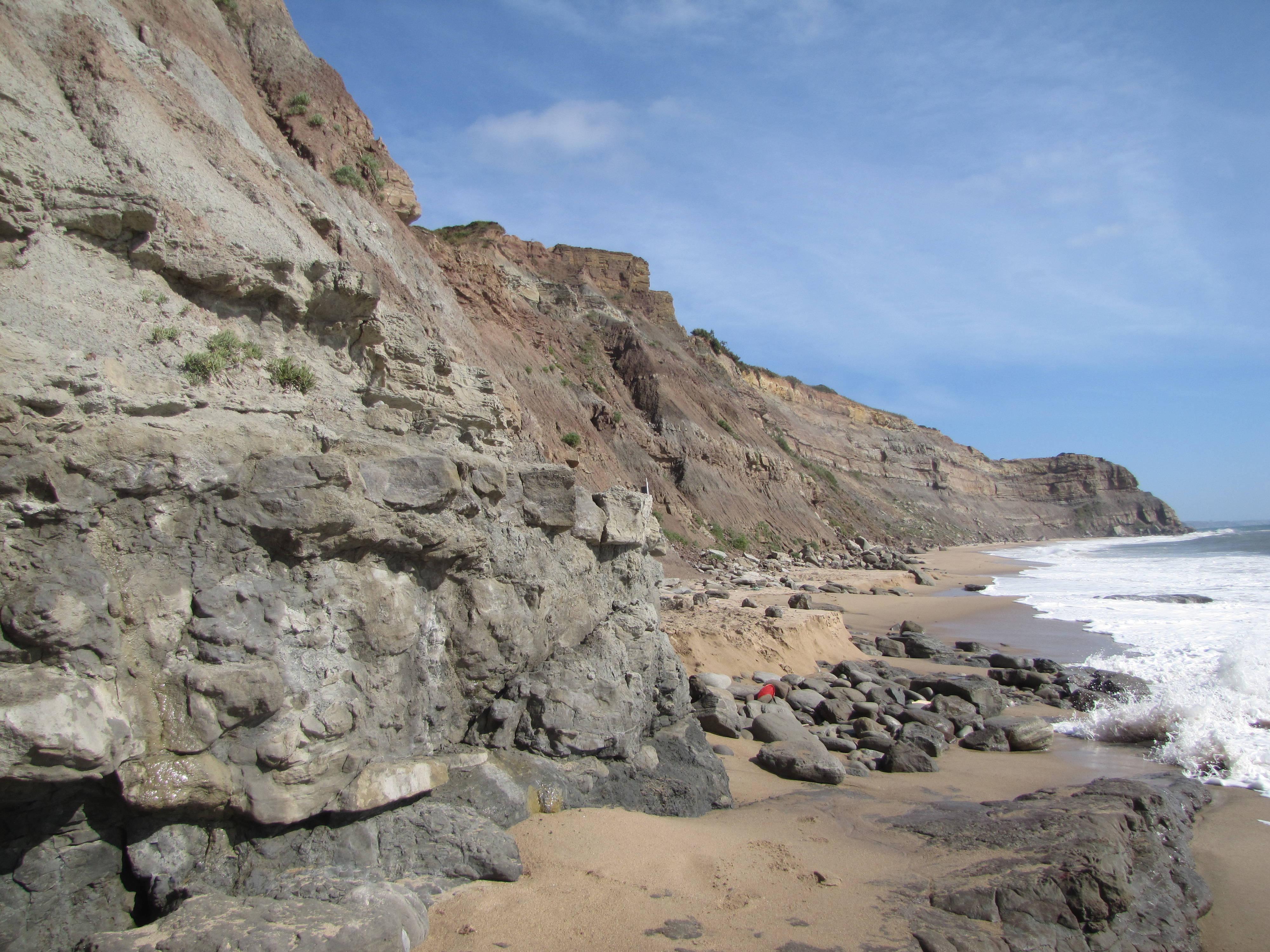
La Formazione Lourinha, il set del secondo episodio

Il secondo episodio, intitolato “Abbeverarsi nel Giurassico”, era stato originariamente pensato per mostrare gli ambienti della Formazione Morrison, in Nord America, il quale è stato più volte utilizzato in altri documentari sui dinosauri. Su suggerimento del consulenza scientifica Tom Holtz, il luogo è stato cambiato con la Formazione Lourinha, in Portogallo, e come nel primo episodio, alcuni animali sono stati cambiati di conseguenza, (come il Draconyx). Allo stesso modo, la sequenza in cui viene mostrata la Mongolia del Cretaceo, (nel terzo episodio) è stata girata nella formazione Wulansari, piuttosto che nella meglio nota, e più familiare, formazione Djadochta. Pertanto ha determinato la prima apparizione cinematografica del Velociraptor osmolskae e del Protoceratops hellenikorhinus, al posto dei più noti V. mongoliensis e P. andrewsi. Alcuni degli eventi mostrati nell'episodio “Abbeverarsi nel Giurassico” si basano sulla personale ricerca di Holtz, come la storia dell'Allosaurus ferito alla mascella dalla coda di un sauropode. Non tutti gli animali presenti nel programma si basano su specifiche specie fossili. Alcuni, come il coccodrillomorfo presente nella sequenza della battuta di caccia degli Utahraptor e il notosuchus carnivoro visto nella sequenza dell’Anhanguera (entrambi presenti nel terzo episodio), sono stati volutamente lasciati senza nome.
Alcun artisti di rilievo che hanno lavorato alla produzione della serie sono: David Krentz (che aveva già lavorato in Dinosauri Disney della Disney), Ricardo Delgado (già citato per il suo fumetto “Age of reptiles”), Tom de Rosier (che aveva lavorato nei film d'animazione Lilo & Stitch e Mulan), Mishi McCaig (che aveva lavorato in Iron Man), Pete Von Sholly (che aveva lavorato in The Mask e Darkman) e Iain McCaig (uno degli artisti coinvolti nella produzione della serie di film di Star Wars).

### Messa in onda originale
I primi due episodi della serie, sono stati mandati in onda su Discovery il 4 settembre 2011. Gli ultimi due episodi erano stati programmati per essere mandati in onda l'11 settembre 2011, ma, per rispettare il decimo anniversario degli attentati dell'11 settembre 2001, gli episodi furono mandati in onda il 13 settembre.

### Sequenze incomplete ed errori

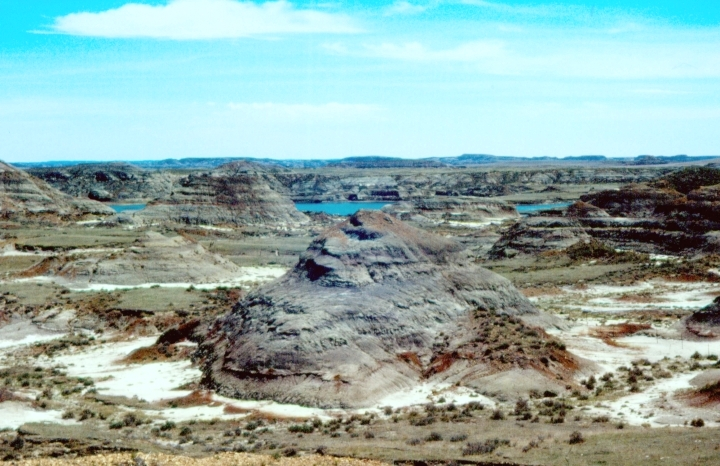
La formazione Hell Creek, il set del quarto episodio

Durante la produzione de “Il regno dei Dinosauri” furono tagliati o non completati, alcuni segmenti in cui apparivano: Acrocanthosaurus, Albertosaurus, Daspletosaurus, Giganotosaurus, Carcharodontosaurus, Deinonychus, Spinosaurus, Suchomimus, Argentinosaurus, Raptorex, Psittacosaurus, Iguanodon, Repenomamus, Darwinopterus, Monolophosaurus, Styracosaurus (per i quali erano già stati pubblicati dei modelli e una sceneggiatura), Placodus, Mixosaurus, Agilisaurus e Prenocephale. Tuttavia il modello del Prenocephale è stato utilizzato per la ricostruzione del Pachicefalosauride, che appare nell'ultimo episodio. La sequenza del Darwinopterus non andò in onda, poiché essendo lo pterosauro stato scoperto 2010, la sequenza poté essere preparata in tempo per la messa in onda su Discovery Channel. Inoltre, alcune importanti scoperte scientifiche sono state pubblicate troppo tardi in produzione, in cui sono state inserite nel programma. Ad esempio, al mosasauro, apparso nel primo episodio manca la pinna caudale, la cui scoperta è avvenuta subito dopo la pubblicazione del modello anatomico dell'animale, secondo il direttore David Krentz, (si noti che il modello viene indicato con il nome generico di mosasauro, mentre Krentz ha dichiarato che si tratta di un Tylosaurus).

## Distribuzione
- Italia: Il programma è stato messo in onda dal 22 dicembre 2012 su DMAX

## Episodi

### I Campioni dell'Evoluzione
Questo episodio include:
- Il rituale di accoppiamento degli Eoraptor, 230 milioni di anni fa in Sud America
- La danza di accoppiamento del Gigantoraptor, nella Mongolia del Cretaceo
- Un combattimento tra due Cryolophosaurus, nell'Antartide giurassico
- Un attacco di squali ai cuccioli di una femmina di Tylosaurus, 75 milioni di anni fa, nelle future pianure del Nord America
- L'attacco di un Cryolophosaurus ad un Glacialisaurus e l'attacco di uno sciame di zanzare killer

Animali presenti:
- Scarafaggio
- Inostrancevia
- Saurosuchus
- Ischigualastia
- Eoraptor
- Probelesodon
- Gigantoraptor
- Zalambdalestes
- Cryolophosaurus
- Quetzalcoatlus
- Tylosaurus
- Cretoxyrhina
- Ammonite
- Glacialisaurus
- Zanzara
- Varano Antartico

### Abbeverarsi nel Giurassico
- Formazione Lourinha, in Portogallo, 150 milioni di anni fa, periodo Giurassico.

L'episodio si apre sulla vita di un cucciolo di Allosaurus di appena sei mesi, che giocando viene ferito gravemente alla mandibola dalla coda di un giovane Dinheirosaurus. Anni dopo rincontriamo lo stesso dinosauro ormai adulto ma con la mandibola completamente rotta e il cranio deforme. Il dinosauro si è stabilito presso una pozza d'acqua dove poco tempo dopo arriva anche lo stesso Dinheirosaurus, che lo aveva colpito, con il suo cucciolo (il quale ha un handicap ad una zampa). Dopo essersi brevemente confrontato con il suo vecchio rivale, I’Allosaurus riesce a staccare la coda al sauropode. Tuttavia la vita pacifica della zona viene rovinata dall'arrivo di un famelico Torvosaurus, che spodesta l'Allosaurus come predatore dominante. Il nuovo carnivoro dominante cerca quindi di mangiarsi il cucciolo del Dinheirosaurus ma in questo viene ostacolato dall'Allosaurus che lo attacca permettendo al sauropode adulto di schiacciare sotto le sue zampe il Torvosaurus, riconquistando il titolo di predatore dominante. Dopo qualche giorno, l'arrivo di un branco di Lusotitan prosciuga l'abbeveratoio e tutti gli animali decidono di migrare, tutti tranne Allosaurus.

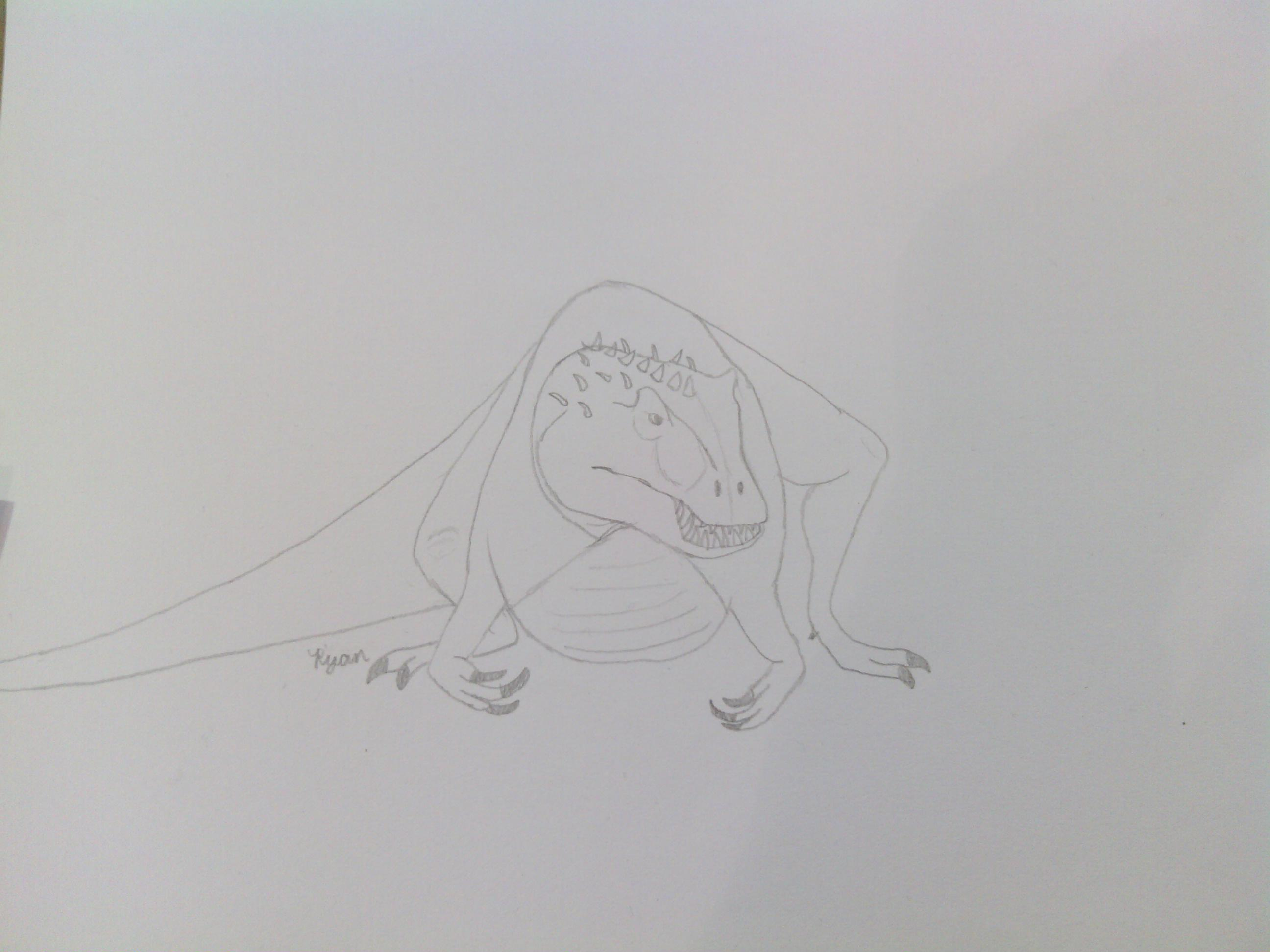
Disegno dell'Allosaurus del documentario

Animali presenti:
- Allosaurus
- Dinheirosaurus
- Torvosaurus
- Ornitholestes
- Rhamphorhynchus
- Miragaia
- Lusotitan
- Draconyx

### Strategie di Sopravvivenza
Questo episodio include:
- La caccia di un branco di Utahraptor;
- Viene mostrato un Rahonavis, in grado di planare e imitare i suoni che sente per proteggersi, in Madagascar;
- Un giovane Shunosaurus, mangia un fungo allucinogeno e viene attaccato da due Sinraptor
- La vita di due mammiferi (Castorocauda e Volaticoterium) alle prese con una coppia di Guanlong;
- Un vecchio maschio di Protoceratops salva un cucciolo della sua specie da due famelici Velociraptor;
- Un cucciolo di Anhanguera impara a volare, in Brasile, 125 milioni di anni fa;

Animali presenti:
- Tartaruga (di specie indeterminata)
- Utahraptor
- Cedarosaurus
- Rahonavis
- Rapetosaurus
- Majungasaurus
- Beelzebufo
- Shunosaurus
- Sinraptor
- Guanlong
- Castorocauda
- Volaticotherium
- Mamenchisaurus
- Protoceratops
- Azhdarchidae (specie non nominata)
- Velociraptor
- Anhanguera
- Granchio
- Notosuchus

### La Fine
- Montana, negli Stati Uniti, 65 milioni di anni fa, tardo periodo Cretaceo, 10 anni prima dell'Impatto

L'episodio si concentra su una coppia di tirannosauri, che compete il territorio con un altro tirannosauro. Il maschio della coppia ha provato più volte a sconfiggere l'altro maschio, ma nel combattere ha perso una delle sue zampe anteriori. Purtroppo inseguendo un piccolo Sphaerotholus i due cuccioli della coppia vengono divorati dal tirannosauro rivale. Durante una battuta di caccia la coppia riesce finalmente ad uccidere il maschio di tirannosauro e la coppia si riproduce nuovamente. Dopo dieci anni il nuovo cucciolo è diventato un adolescente ma mentre cerca di cacciare due Troodon un meteorite colpisce la terra annientando i dinosauri. Il cucciolo muore cadendo da un burrone, e la coppia di Troodon torna al loro nido e mentre il maschio cova le uova la femmina va in cerca di cibo. Alla fine trova il cucciolo di tirannosauro morto e comincia a mangiarlo ma al suo ritorno scopre che il maschio è morto per ipotermia e che tutte le uova tranne una sono guaste. La femmina prende con sé l'uovo e lo porta al corpo del tirannosauro dove si sistema nella sua bocca covando l'uovo. Tuttavia si spiega che “I dinosauri sono essenzialmente uccelli, e che quindi noi stiamo ancora vivendo nell'era dei dinosauri. Ed il REGNO DEI DINOSAURI continua”
Animali presenti:
- Tyrannosaurus Rex
- Troodon
- Sphaerotholus
- Ankylosaurus
- Quetzalcoatlus
- Triceratops
- Mammifero (di specie indeterminata)
- Piccione
- Oca